# Scheitelhaltung

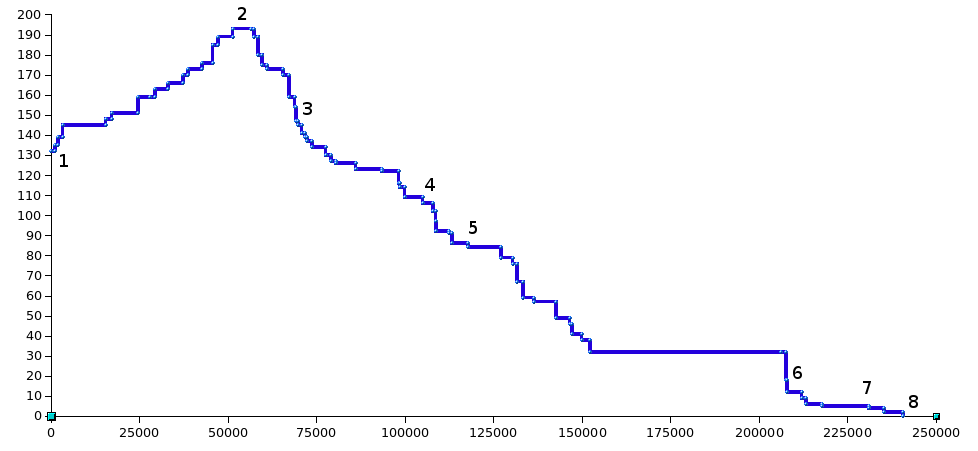
Höhenprofil des Canal du Midi in Metern. Die Höhe des Étang de Thau ist gleich Null gesetzt. Die Entfernung ist ab Toulouse (1) in Metern angegeben. (2) Scheitelhaltung, (3) Castelnaudary, (4) Carcassonne, (5) Trèbes, (6) Béziers, (7) Agde, (8) Étang de Thau

Als Scheitelhaltung wird der höchstgelegene Abschnitt eines schiffbaren Kanals zwischen – in der Regel – zwei benachbarten Kanalstufen wie Schleusen oder Schiffshebewerken bezeichnet.
Insbesondere durch die Nutzung – in geringerem Maß auch durch Undichtigkeiten – der Abstiegsbauwerke fließt Wasser aus der Scheitelhaltung in die tiefer liegenden Haltungen und neues Wasser muss ständig in die Scheitelhaltung zugeführt werden. Bei modernen Kanälen wie dem Main-Donau-Kanal wird die Scheitelhaltung durch Pumpwerke und Speicherseen mit Wasser versorgt. Die Pumpwerke erfüllen dabei teilweise einen Sekundärnutzen, indem in Zeiten des Stromüberschusses dieser Überschuss zum Pumpen verwendet wird.
Bei älteren Kanalbauten wurde dem Kanal durch Leitgräben Wasser der Umgebung zugeführt. Dies erwies sich besonders bei Kanälen in wasserarmen Gebieten und mit vergleichsweise hoch gelegener Scheitelhaltung (Ludwig-Donau-Main-Kanal, Canal de la Marne au Rhin) als problematisch und führte gelegentlich dazu, dass diese Kanäle in trockenen Sommern nicht oder nur eingeschränkt genutzt werden konnten.
Liegt im Bereich der Scheitelhaltung eine große Geländeerhebung, die nur bei unverhältnismäßigem Aufwand mit einem Einschnitt durchquert oder mit Hilfe zusätzlicher Schleusen überschritten werden könnte, ist die Anlage eines Kanaltunnels, der dann zugleich einen Scheiteltunnel bildet, oft eine zweckmäßige Lösung.

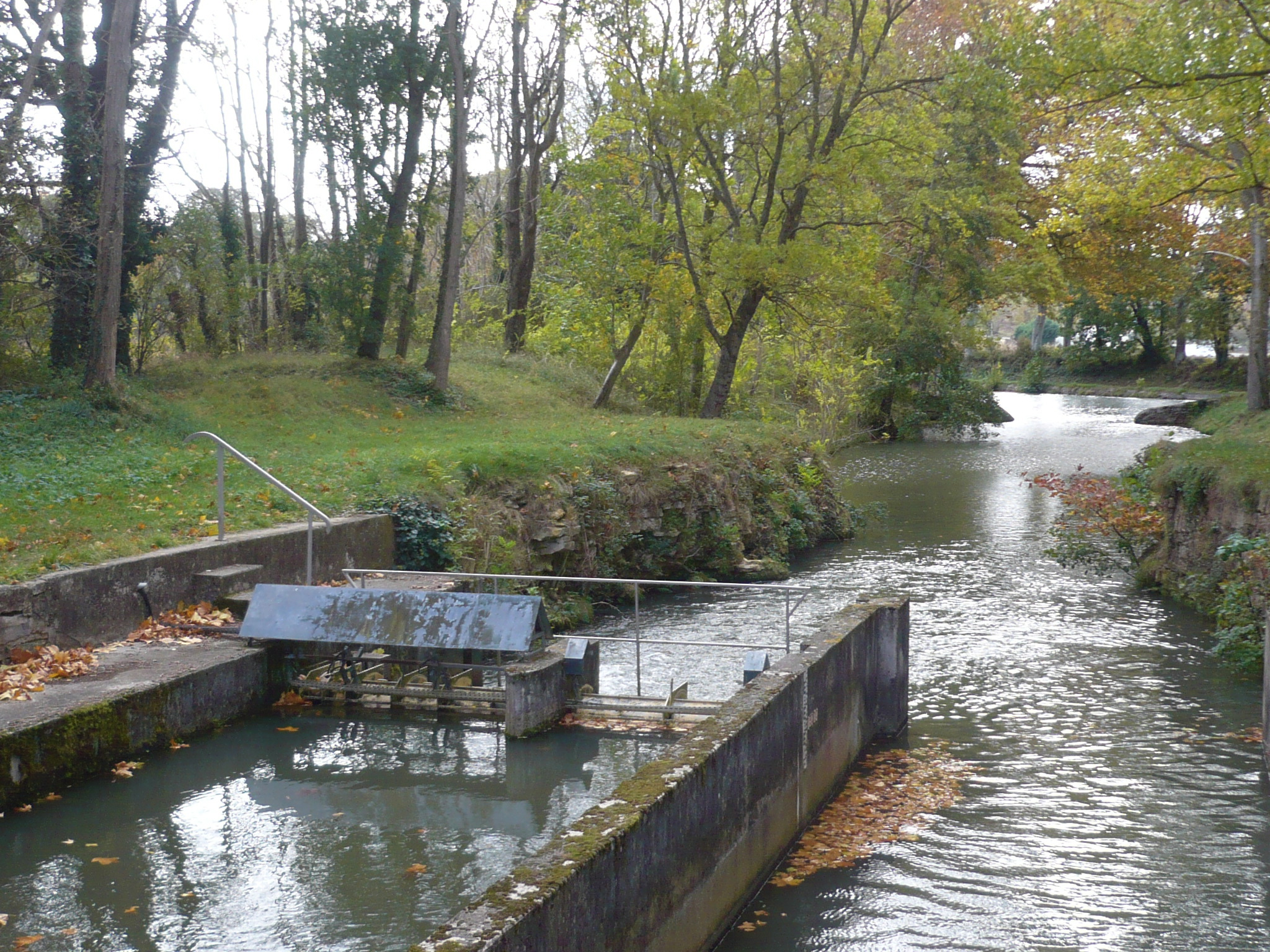
Mündung des Leitgrabens Rigole de la plaine in die Scheitelhaltung des Canal du Midi (Ort der ursprünglichen Écluse de la Méditerranée)
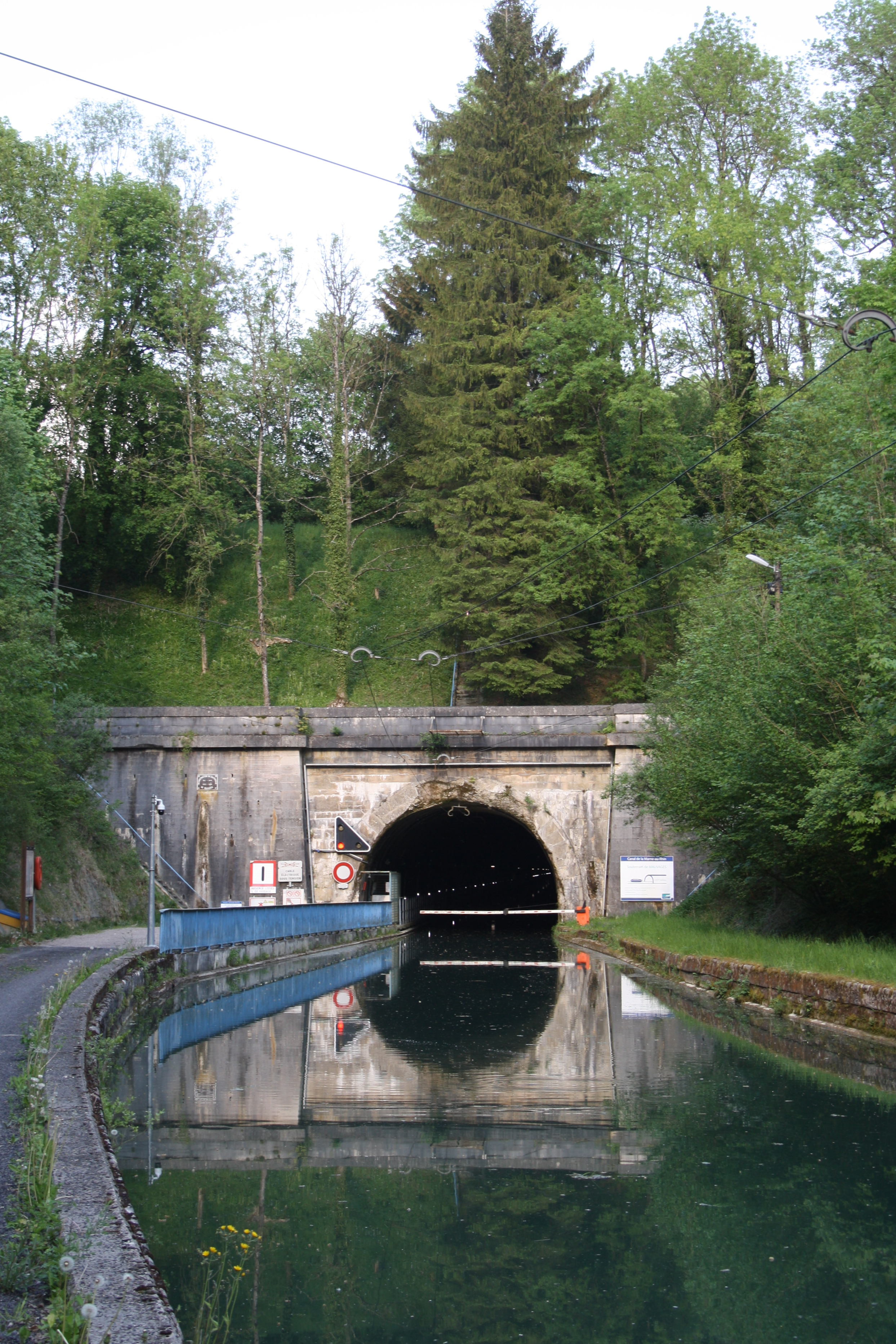
Scheitelhaltung des Canal de la Marne au Rhin mit dem Tunnel de Mauvages
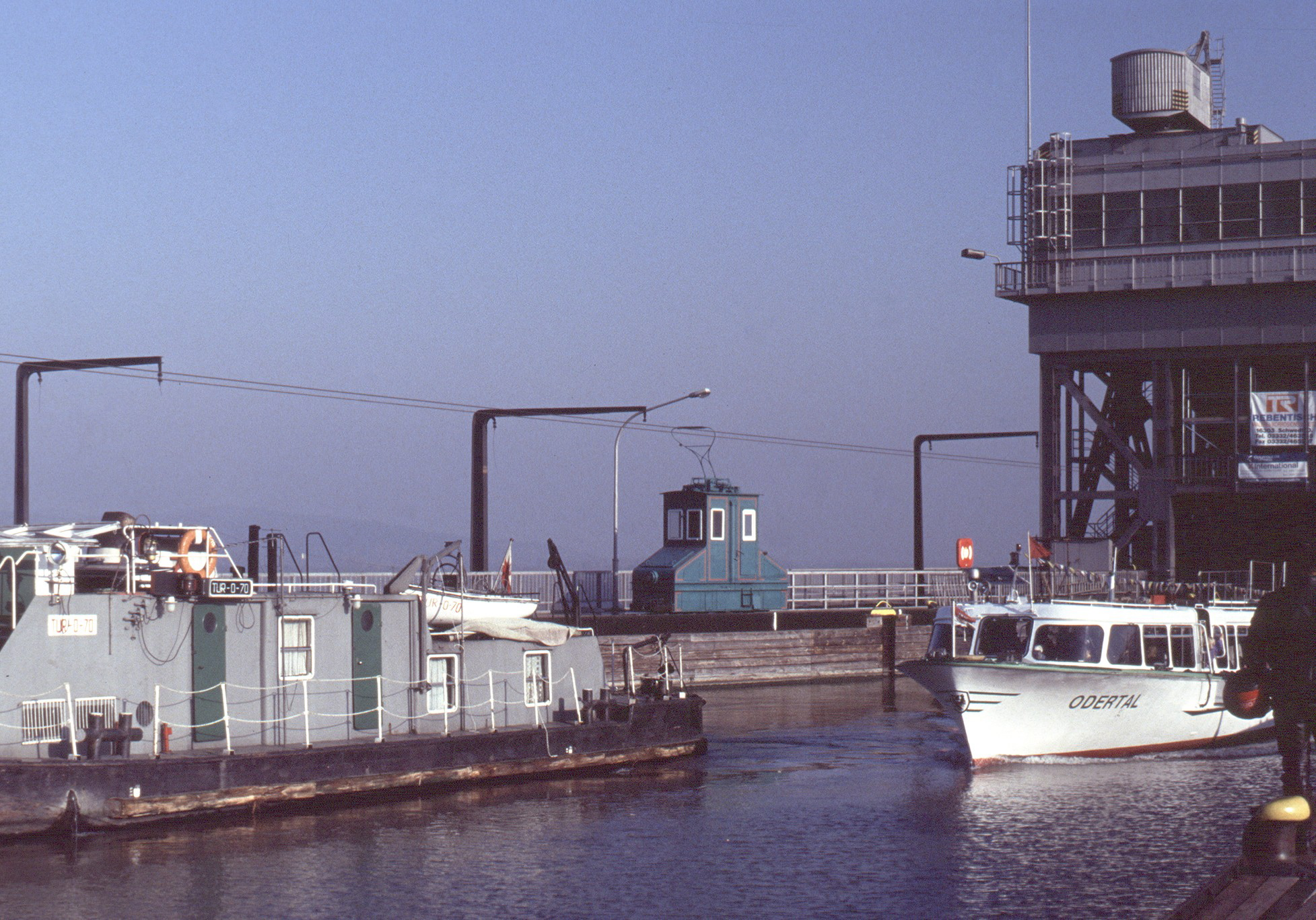
Die Scheitelhaltung des Oder-Havel-Kanals erstreckt sich vom Oberwasser der Lehnitzschleuse bis zum Schiffshebewerk Niederfinow
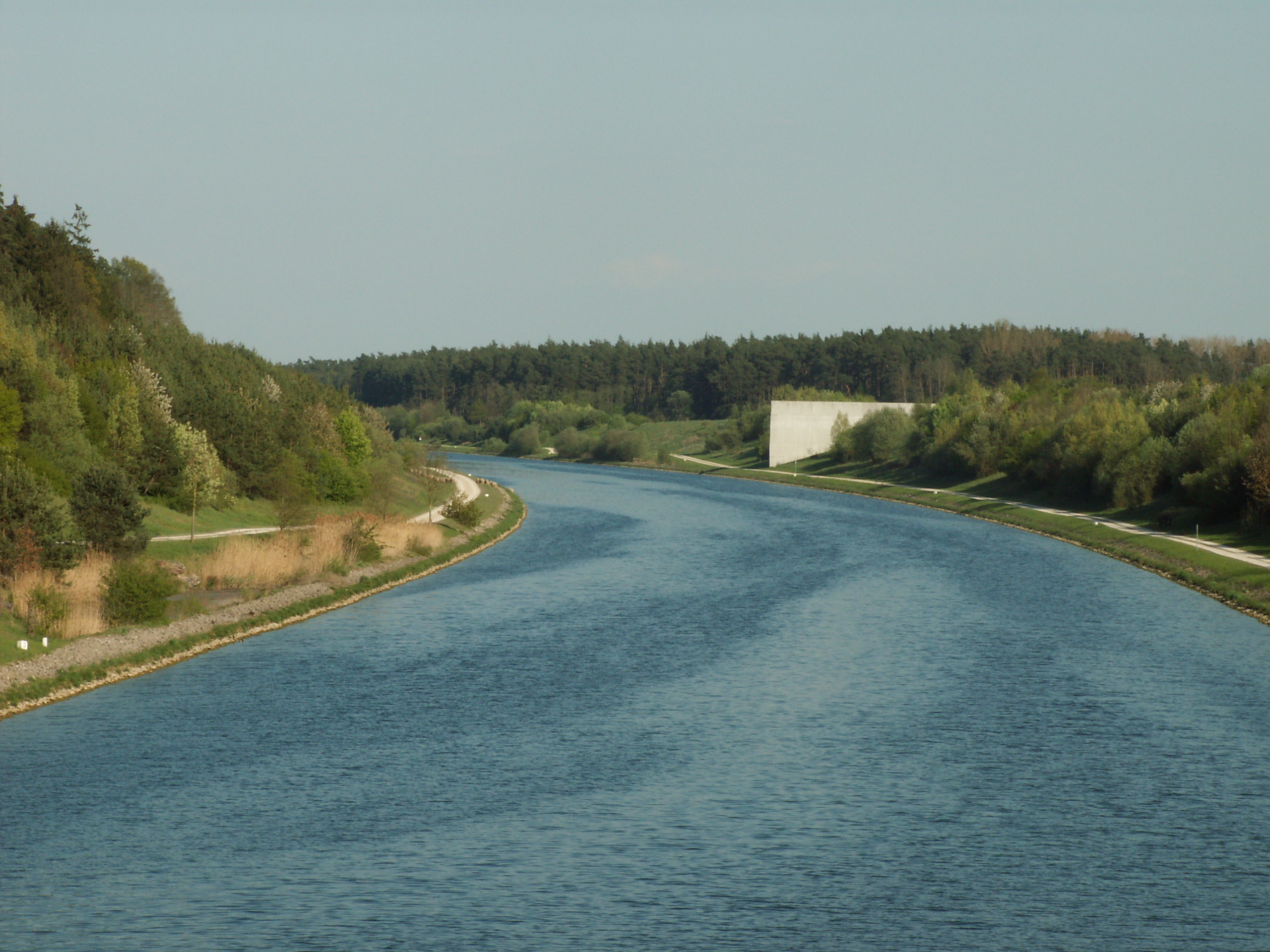
Scheitelhaltung des Main-Donau-Kanals mit rechts sichtbarer Skulptur “Scheitelhaltung”

Scheitelhaltungen können beträchtliche Höhen erreichen, so ist die Scheitelhaltung des Main-Donau-Kanals mit 406 Meter über Normalhöhennull der höchste Punkt im europäischen Wasserstraßennetz und kann von Großmotorgüterschiffen von der Donaumündung und von Großen Rheinschiffen von der Rheinmündung aus erreicht werden. Der Ludwig-Donau-Main-Kanal erreichte mit 417 Metern sogar eine geringfügig höhere Scheitelhaltung als sein Nachfolger, jedoch war dieser Kanal für deutlich kleinere Schiffe und Treidelbetrieb ausgelegt.